# (1927) Suvanto
(1927) Suvanto es un asteroide perteneciente al cinturón de asteroides descubierto el 18 de marzo de 1936 por Rafael Suvanto desde el observatorio de Iso-Heikkilä en Turku.
Está nombrado en honor del descubridor, muerto durante la Primera Guerra Mundial.